# Last Cup of Sorrow
Last Cup of Sorrow är en sång framförd av Faith No More och skriven av Mike Patton och Billy Gould. Last Cup of Sorrow, som finns med på albumet Album of the Year, utgavs som singel den 5 augusti 1997. 
Sångaren Mike Patton använde en äldre typ av rörmikrofon från Telefunken vid inspelningen av "Last Cup of Sorrow".
Musikvideon, regisserad av Joseph Kahn, är inspirerad av Alfred Hitchcocks film Studie i brott, som bland annat handlar om höjdskräck. I videon iklär sig Mike Patton James Stewarts roll och Jennifer Jason Leigh gestaltar Kim Novak.

## Låtlista
"Blue Vertigo" cover
1. "Last Cup of Sorrow" (7" Edit) – 3:15
2. "Pristina (Billy Gould Mix)" – 4:18
3. "Last Cup of Sorrow (Roli Mosimann Mix)" – 6:26
4. "Ashes to Ashes (Dillinja Mix)" – 5:30

"Orange Vertigo" cover
1. "Last Cup of Sorrow" – 4:12
2. "Last Cup of Sorrow (Bonehead Mix)" – 4:54
3. "She Loves Me Not (Spinna Main Mix)" – 4:41
4. "She Loves Me Not (Spinna Crazy Mix)" – 4:41

CD-singel (Japan)
1. "Last Cup of Sorrow" (7" Edit) – 3:15
2. "Pristina (Billy Gould Mix)" – 4:18
3. "Last Cup of Sorrow (Roli Mosimann Mix)" – 6:26
4. "Ashes to Ashes (Dillinja Mix)" – 5:30
5. "Last Cup of Sorrow (Bonehead Mix)" – 4:54
6. "She Loves Me Not (Spinna Main Mix)" – 4:41
7. "She Loves Me Not (Spinna Crazy Mix)" – 4:41